# Takács pince
A Takács pince a Cserhát hegységben, Ecseg külterületén helyezkedik el. Az üreg nem barlang, mert mesterségesen lett létrehozva.

## Leírás
Ecseg központjától É-ra, a Zsunyi-patak völgyében (Zsunyi-völgy, Szuha-völgy), a Közép-hegy lábánál, a Ribár tanyától kb. 400 m-re, a kék kereszt jelzésű turistaösvény mellett, a völgy jobb oldalában, kb. 5 m relatív magasságban található a pince. Az üreg befoglaló kőzete a Közép-hegy alját alkotó szürkésfehér andezittufa. Az üreg kéziszerszámokkal kivésett pince. Az üreg falán jól látszanak a szerszámok nyomai. A Zsunyi-patak szurdokvölgyének D-i részén működött (régen) a Takács-féle vízimalom. A malom, a lakás és a gazdasági épületek már megsemmisültek, romjaik pedig épphogy felismerhetők. Jól látható viszont a malom felső csatornája és ennek hegy felőli partján a pince, mely a malomgazdasághoz tartozott.
A félig beomlott, alacsony bejárati rész után következik a boltíves, négyszög alaprajzú pince, mely viszonylag jó állapotban van. A 3,5×3,5 m-es alapterületű, 2,1 m magas helyiségben vannak padok. Úgy látszik, hogy rendszeresen használják esőbeállónak, valamint bivakoló helynek. Ezekre a célokra akár 8–10 ember számára is alkalmas. (Ez a magyarázata annak, hogy turistatérképeken barlangként van jelölve az üreg.)
Előfordul az üreg az irodalmában Ecsegi Remete-barlang (Eszterhás 1989), Remete-barlang (Eszterhás 1988) és Takács-pince (Eszterhás 1988) neveken is.

## Kutatástörténet
Az 1982-ben napvilágot látott útikalauzban meg van említve, hogy Cserhátszentiván felől haladva, a Zsunyi-patak völgyében lévő facsemetés rész után van egy útelágazás. Az innen jobbra induló ösvény a Közép-hegy és a Nagos-hegy közé emelkedik. Ha ezen az úton megy pár lépést az arra járó, akkor egy kis barlanghoz jut. Innen megint át kell kelni a patakban lévő köveken a másik oldalra, ahol megint van egy bekerített facsemetés rész. A kiadványban található egyik térképen (Cserhát hegység 4. térkép) látható a Takács pince földrajzi elhelyezkedése. Barlangjellel van jelölve az üreg helye a térképen.
Az Alba Regia Barlangkutató Csoport 1988. évi évkönyvében az olvasható, hogy a Takács-pince másik neve Remete-barlang. A Szathmári Tamás által szerkesztett útikalauz (1982) alapján keresték meg az üreget Eszterhás Istvánék. Az üreg a Cserhát hegység 1979-ben kiadott, 1:60.000-es turistatérképén is jelölve van. A kéziratba bekerült a Takács-pince (Ecseg, Zsunyi-völgy, 195 m tszf.) alaprajz térképe, hosszmetszet térképe és keresztszelvény térképe. A térképek 1:100 méretarányban ábrázolják az üreget. A térképlapon (az alaprajz térkép használatához) jelölve van az É-i irány. A térképlapon van egy helyszínrajz, amely az Ecsegen lévő üregek földrajzi elhelyezkedését mutatja be. A helyszínrajzon látható a Takács-pince földrajzi elhelyezkedése is. A térképeket és a helyszínrajzot Eszterhás István rajzolta. Az üreget a térképeinek elkészítéséhez Eszterhás István mérte fel. A felmérés 1988. augusztus 20-án történt. A barlang a felmérés alapján 6,5 m hosszú.
A Rakonczay Zoltán által szerkesztett, 1989-ben kiadott, Ipolytarnóctól Füzérradványig című könyvben szó van arról, hogy az Ecsegen, erdő mélyén lévő remetebarlang nyújtott otthont a világ zajától félrevonuló, rendszerint a nagy ellentmondásokat felismerő, változást nem remélő, vegetáriánus életre térő embereknek.
Az Alba Regia Barlangkutató Csoport 1989. évi évkönyvében van egy olyan helyszínrajz, amely a Cserhát hegység nemkarsztos barlangjainak és mesterséges üregeinek földrajzi elhelyezkedését mutatja be. (Összeállította: Eszterhás István.) A helyszínrajz szemlélteti a Takács-pince földrajzi elhelyezkedését is. Az évkönyvben van egy összesítés a Cserhát hegység barlangjairól, amely szerint a Takács-pince (Ecsegi Remete-barlang) az 5223-as barlangkataszteri területen, Ecsegen található. A 6,5 m hosszú és 2 m magas üreget ember alakította ki, de a turisztikai irodalomban barlangnak van ismertetve.

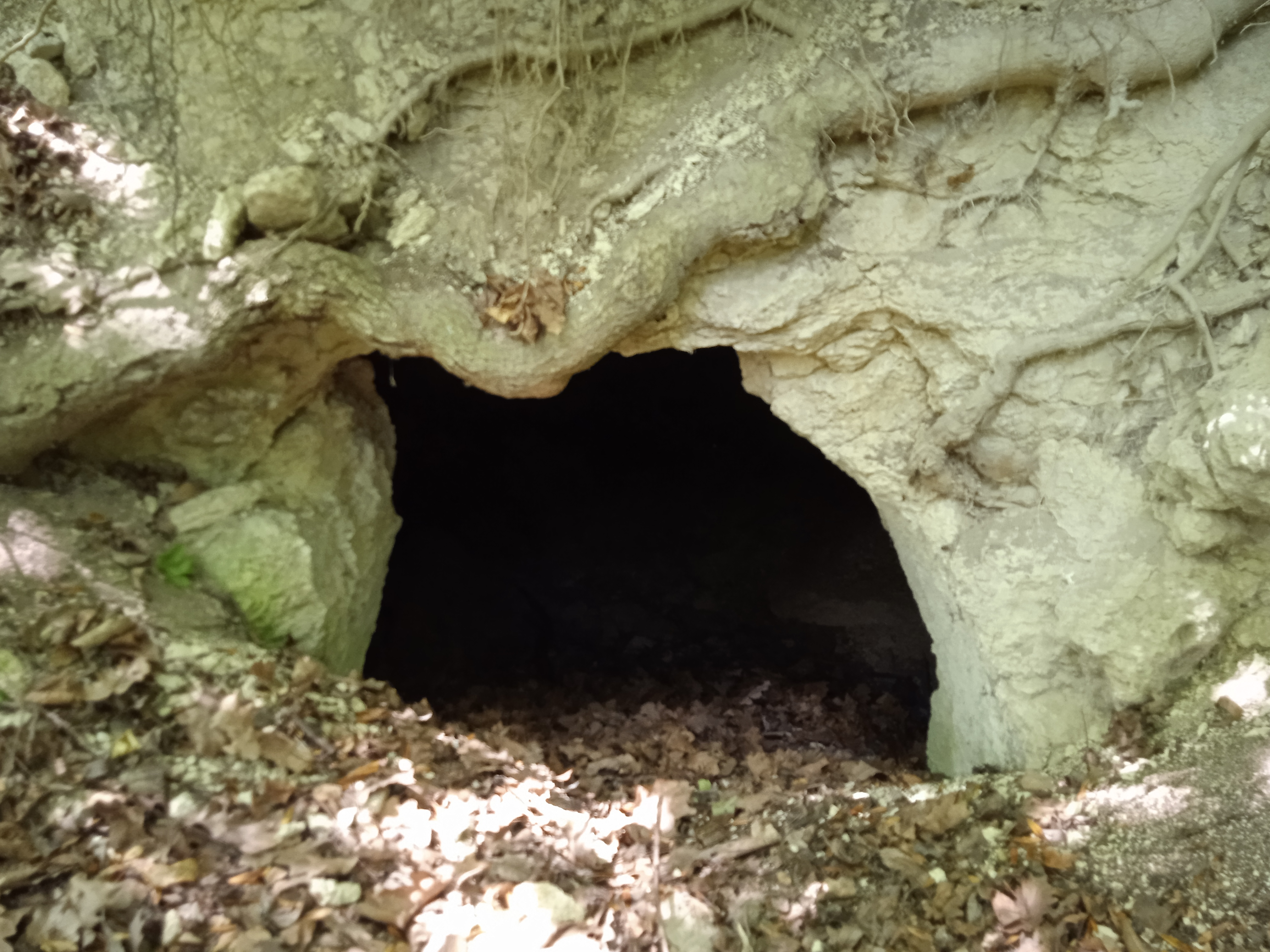
A Takács pince bejárata

Az Eszterhás István által 1989-ben írt, Magyarország nemkarsztos barlangjainak listája című kéziratban az olvasható, hogy Ecsegen, andezittufában van a 6 m hosszú és 2 m magas Takács-pince (Ecsegi Remete-barlang), amely egy barlangnak nevezett mesterséges üreg. A listában meg van említve az a Magyarországon, nem karsztkőzetben kialakult, létrehozott 220 objektum (203 barlang és 17 mesterséges üreg), amelyek 1989. év végéig váltak ismertté. Magyarországon egy, barlangnak nevezett mesterséges üreget hoztak létre andezittufában. Az összeállítás szerint Kordos László 1984-ben kiadott barlanglistájában fel van sorolva 119 olyan barlang is, amelyek nem karsztkőzetben jöttek létre.
Az Eszterhás István által 1993-ban írt, Magyarország nemkarsztos barlangjainak lajstroma című kéziratban meg van említve, hogy a Takács-pince (Remete-barlang) a Cserhát hegységben, Ecsegen helyezkedik el. Az andezittufában lévő, barlangnak nevezett mesterséges üreg 6 m hosszú és 2 m magas. A Cserhát hegység nem karsztkőzetben lévő, mesterséges 3 üregének egyike. Az összeállításban fel van sorolva az a Magyarországon, nem karsztkőzetben kialakult, létrehozott 520 objektum (478 barlang és 42 mesterséges üreg), amelyek 1993 végéig ismertté váltak. Magyarországon 8 barlang, illetve mesterségesen létrehozott, barlangnak nevezett üreg alakult ki, lett kialakítva andezittufában.
A 2001. november 12-én készült, Magyarország nemkarsztos barlangjainak irodalomjegyzéke című kézirat barlangnévmutatójában meg van említve a Takács-pince (Cserhát hegység, Ecseg). A barlangnévmutatóban fel van sorolva 8 olyan irodalmi mű, amelyek foglalkoznak az üreggel.

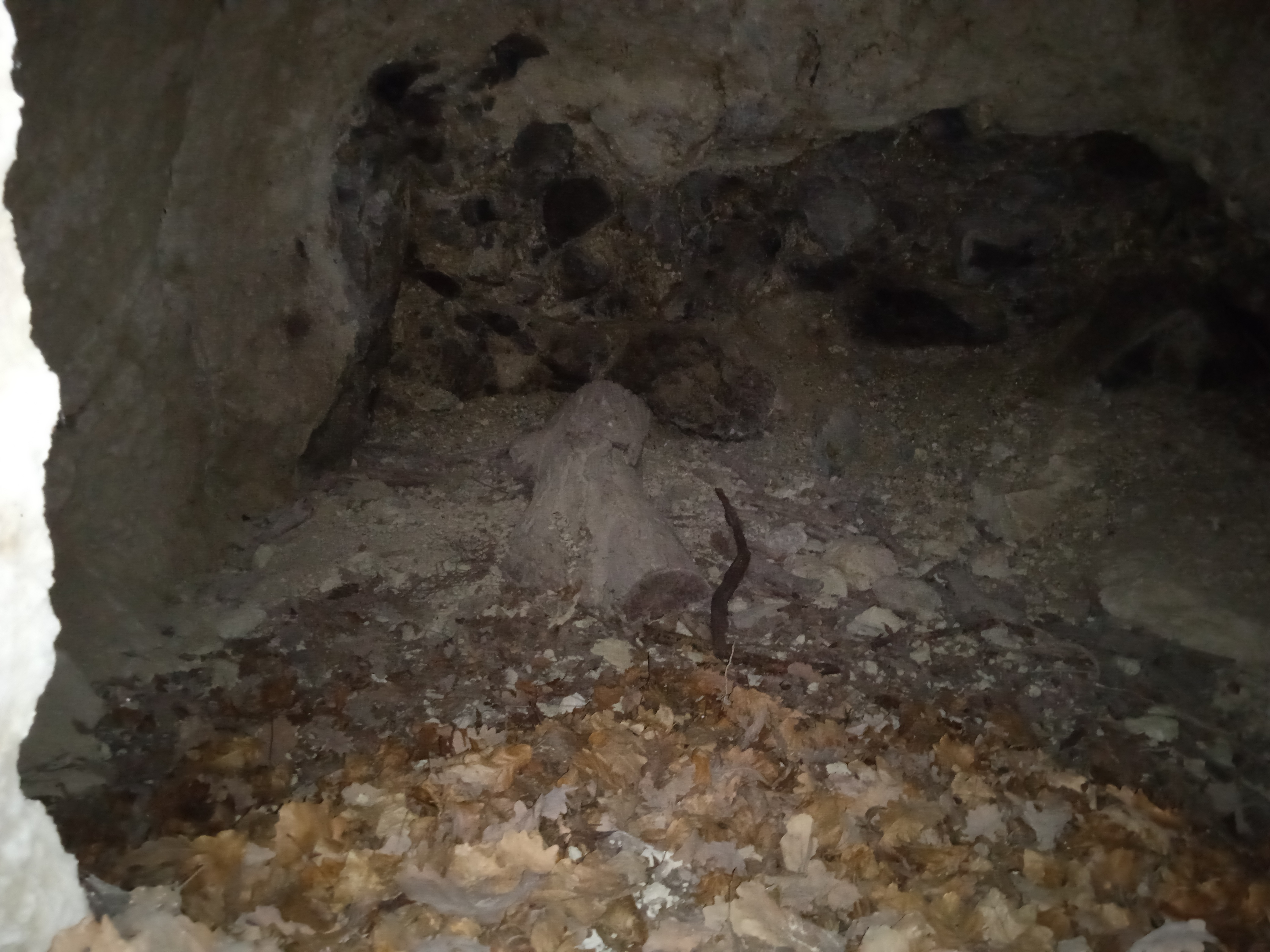
A Takács pince belseje

A 2017. évi Karsztfejlődésben szó van arról, hogy a Cserhát hegységben fekvő, andezittufában és homokkőben lévő üregek közül néhányat az emberek véstek ki (pl. Takács-pince). Ezek az üregek különböző célból készültek. Andezittufában van az Ecsegen elhelyezkedő Takács-pince, más néven Remete-barlang. A Szathmári Tamás által szerkesztett útikalauzban (1982) az van írva, hogy ez az üreg egy barlang. A pince a Zsúnyi-patak völgyének jobb oldalában, a Ribártanya közelében található. Régen, a Takács-féle (már összedőlt) vízimalomhoz tartozott. Félig beomlott, alacsony bejárata után van egy boltíves, négyszög alaprajzú, 3,5×3,5 m-es helyiség. Körbe padok vannak a pincében, ezért napjainkban is gyakran használják bivakhelyként. A kiadványban publikálva lett egy helyszínrajz, amely a Cserhát hegység nemkarsztos barlangjainak földrajzi elhelyezkedését mutatja be. A helyszínrajzon látható a Takács pince földrajzi elhelyezkedése is. Mesterséges üreget jelző jellel van jelölve az üreg helye a térképen.
A 2018. évi Karsztfejlődésben meg van említve, hogy a legtöbb remetebarlang tufába, agglomerátumba vagy homokkőbe mélyülő barlang, melyet vagy mesterséges úton készítettek, vagy természetes barlangokat alakítottak tovább (pl. Ecseg).

## További irodalom
- Eszterhás István: Legenden über vulkanische Höhlen in Ungarn. Jahresbericht der Höhlenforscher-gruppe Rhein-Main, Frankfurt a. M. 1997. 50–55. old.
- Eszterhás István: Legenden über vulkanische Höhlen in Ungarn. Slovenský Kras, 1999. (37.) 29–36. old.
- –: Cserhát. (Turistatérkép, 1:60.000) Cartographia Kft. kiadv. 1979.